# Тоскала
Тоскала́ (тадж. Тосқалъа) — село у складі Хатлонської області Таджикистану. Входить до складу джамоату імені Міралі Махмадалієва Восейського району.
Назва означає лиса фортеця.
Населення — 4166 осіб (2010; 4156 в 2009).